# Domeček u tří koťátek
Domeček u tří koťátek je československý animovaný televizní seriál z roku 1983 poprvé vysílaný v rámci Večerníčku v září téhož roku. Námět dodala Nataša Krempová, která současně zpracovala i scénář. Výtvarnou stránku seriálu dodala ilustrátorka Helena Zmatlíková. Komentář namluvil spisovatel František Nepil. Za kamerou stál Jiří Větroň. Hudbu složil Jaroslav Celba. Bylo natočeno 13 epizod v rozmezí od 7 do 8 minut.

## Synopse
Večerníčkový seriál o příhodách tří koťátek, Malvíny, Micky a Mourka, která si koupila domeček, div ne vilu…

## Seznam dílů
1. Jak se koťátka stěhovala
2. Jak koťátka stavěla kůlnu
3. Jak koťátka zaváděla vodu
4. Jak koťátka zaváděla elektřinu
5. Jak koťátka malovala
6. Jak koťátka spravovala střechu
7. Jak koťátka upravovala zahrádku
8. Jak koťátka uklízela
9. Jak si koťátka šila šaty
10. Jak koťátka jela na dovolenou
11. Jak koťátka vařila oběd
12. Jak se koťátka učila řídit
13. Jak koťátka slavila vánoce

## Další tvůrci
- Animace: Eva Jakoubková
- Výtvarník: Helena Zmatlíková
- Výtvarná spolupráce: Jan Ungrád, Kateřina Petrová, Marcela Walterová, Milada Fischerová